# Naujaalik
Naujaalik är en ö i Kanada.   Den ligger i territoriet Nunavut, i den nordöstra delen av landet, 2 800 km norr om huvudstaden Ottawa. Arean är 7,7 kvadratkilometer.
Terrängen på Naujaalik är lite kuperad. Öns högsta punkt är 262 meter över havet. Den sträcker sig 4,3 kilometer i nord-sydlig riktning, och 3,0 kilometer i öst-västlig riktning.